# Sky Brown
Sky Brown (født 7. juli 2008) er en britisk skateboarder.

## Karriere
Hun repræsenterede Storbritannien ved sommer-OL 2020 i Tokyo, hvor hun vandt bronze i park.
Ved sommer-OL 2024 i Paris vandt hun bronze i damernas park.